# Restrictions budgétaires à la NOAA durant la seconde présidence de Donald Trump
Les restrictions budgétaires à la NOAA durant la seconde présidence de Donald Trump réfèrent à plusieurs changements majeurs qui se sont produits à la National Oceanic and Atmospheric Administration (NOAA), notamment le licenciement de centaines d'employés, la résiliation de dizaines de contrats et de baux fédéraux et des décrets exécutifs qui ont affecté les opérations de la NOAA.
Ces changements se sont produits dès après la deuxième investiture de Donald Trump en tant que président des États-Unis le 20 janvier 2025 et la création consécutive du Département de l'efficacité gouvernementale (DOGE).

## Chronologie

### Implication de DOGE

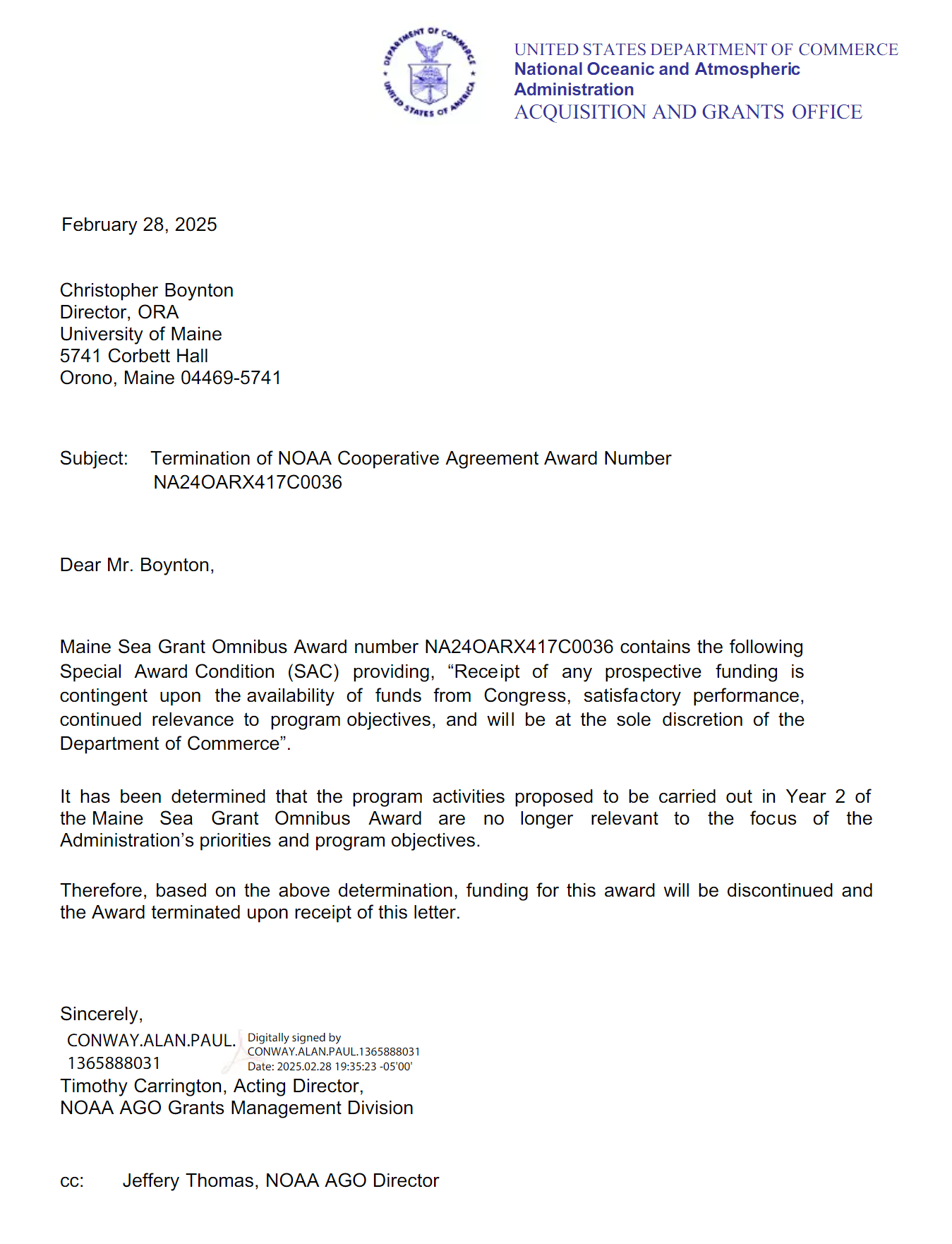
La NOAA, sur recommandation du DOGE, met fin à un accord de coopération avec l'Université du Maine

Le 4 février 2025, The Guardian a rapporté que des employés du département de l'Efficacité gouvernementale (DOGE) étaient entrés au siège de la NOAA à Silver Spring (Maryland), rapportant qu'ils « avaient apparemment simplement dépassé la sécurité et dit : « Sortez de mon chemin », et qu'ils cherchaient à accéder aux systèmes informatiques, comme ils le font dans d'autres agences »,. ABC News a rapporté le 6 février que les employés de DOGE avaient eu accès aux systèmes informatiques de la NOAA. Le personnel du groupe des technologies de l'information de la NOAA et du ministère du Commerce a tenté d'empêcher les agents d'accéder aux systèmes conformément aux protocoles de sécurité, mais ces derniers ont défié le personnel de sécurité autorisé et sont entrés de force dans les installations,.
Deux membres démocrates du Congrès ont qualifié la présence de DOGE dans les systèmes de la NOAA de « pirates informatiques ». Le personnel de la NOAA a noté que les actions des agents pourraient directement mettre en danger la vie humaine en entravant les opérations de la NOAA et du National Weather Service ,. ABC a également signalé que les agents recherchaient également tout ce qui était lié à la diversité, à l'équité et à l'inclusion (DEI) sur les panneaux d'affichage et inspectaient les panneaux des toilettes pour garantir leur conformité avec les décrets de Trump .
Le 12 février, le journal en ligne Grist a rapporté que l'administration Trump avait commencé à réduire l'Agence de protection de l'environnement (EPA) où près de 170 employés du Bureau de la justice environnementale et des droits civils externes ont été placés en congé administratif payé,.

### Mises à pied d'employés fédéraux
Le 27 février 2025, le Bureau de gestion du personnel (OPM) a brusquement licencié environ 880 employés, soit plus de 7,3 % du personnel total de la National Oceanic and Atmospheric Administration (NOAA). Avant les licenciements, la NOAA comptait environ 12 000 employés, dont 6 773 scientifiques et ingénieurs,,,. Peu de temps après les licenciements, William Alsup, juge principal du tribunal de district des États-Unis pour le district nord de la Californie, a statué que l'OPM « n'avait pas le pouvoir d'ordonner le licenciement d'employés en période d'essai ».
Rick Spinrad, l'ancien administrateur de la NOAA qui a été choisi par l'ancien président Joe Biden, a déclaré que des licenciements ont eu lieu au National Hurricane Center et au Storm Prediction Center. Spinrad a déclaré que 25 % du Centre de modélisation environnementale de la NOAA avait été fermé. Le représentant Jared Huffman a réagi aux licenciements en déclarant que l'ensemble du public américain « dépend de la NOAA pour des prévisions gratuites et précises, des alertes météo et des informations d'urgence ». Daniel Swain, un scientifique de l'Université de Californie, a réagi aux licenciements en déclarant : « La plupart, voire la totalité, des sociétés météorologiques privées aux États-Unis (y compris les prévisions que vous voyez à la télévision ou sur votre application préférée) sont produites grâce aux observations, modèles prédictifs et de prévisions financés par les contribuables et fournies par la NOAA ».
Pour le quotidien The Guardian, cette action s'inscrit dans le cadre du Projet 2025, qui préconise le démantèlement de la NOAA, considérée comme « nuisible à la prospérité américaine » en raison de son rôle dans la recherche climatique.
Le 2 mars, Ryan Maue, scientifique en chef de la NOAA pendant la première présidence de Donald Trump et critique des actions pour ralentir le changement climatique, a suggéré sur X que la Chambre des représentants des États-Unis devrait rediriger tous les fonds de la NOAA économisés par DOGE vers le National Weather Service,,.
Le 8 mars, le New York Times a rapporté qu'au moins 1 000 employés supplémentaires de la NOAA allaient être licenciés, réduisant de 20 % les effectifs. Cependant, tout au long de la même journée, plusieurs employés licenciés de la NOAA ont posté sur X et Bluesky qu'ils avaient été réembauchés par le département du Commerce des États-Unis,. Mais un ancien physicien de l'Environmental Modeling Center (EMC) de la NOAA, a indiqué qu'aucun des employés licenciés d'EMC n'avait été réembauché.
Certains employés ont signalé que leur licenciement avait été entré avec une date rétroactive et que leur assurance maladie avait été annulée, alors même que les primes étaient prélevées sur leur salaire.

### Proposition du budget 2026
En mai 2025, le Bureau de la gestion et du budget des États-Unis (OMB) a publié un projet de budget de sept pages pour la NOAA en 2026. Il prévoyait de réduire de 27,28 % ses dépenses afin « d'éliminer les fonctions du Département qui ne sont pas alignées sur le programme du Président et la volonté exprimée du peuple américain ». La proposition comprenait une importante réduction budgétaire de chaque branche de la NOAA, à l'exception du National Weather Service (NWS) qui serait exactement égale à son budget précédent. Le Bureau de recherche océanique et atmosphérique (OAR) subirait une réduction budgétaire de 73,86 %, ce qui entraînerait la suppression de tout financement des laboratoires et instituts coopératifs sur le climat, la météo et les océans. Il ne financerait pas non plus les programmes de données et d'informations climatiques régionales, de recherche compétitive sur le climat, de Sea Grant (collège et aquaculture) ni le Programme national de partenariat océanographique,. Cela comprend la suppression totale du financement du National Severe Storms Laboratory (NSSL) et de l'Institut coopératif de recherche et d'opérations sur les phénomènes météorologiques violents et à fort impact (CIWRO), tous deux situés au National Weather Center, sur le campus de l'Université d'Oklahoma.
Le budget proposé prévoyait également que la NOAA transfère le Centre de prévision de la météorologie spatiale (SWPC) du NWS au Département de la Sécurité intérieure des États-Unis, l'agence « s'alignant mieux sur la mission du DHS de protéger les infrastructures critiques ». La proposition précisait également que le DHS « assumerait la mission opérationnelle de prévision des événements météorologiques spatiaux ainsi que de la diffusion des produits et avertissements météorologiques spatiaux ».

## Effets des résiliations

### Diminution de compétences
- Sites opérationnels
- Lancements réduits
- Sites fermés

Sites de radiosondage après les coupures.
- Sites opérationnels
- Lancements réduits
- Sites fermés

Une station de lancement de ballons météorologiques gérée par le National Weather Service (NWS) en Alaska, et faisant partie du réseau mondiale de surveillance météorologique, a été contrainte de cesser ses lancements en raison des licenciements entraînant une pénurie de personnel. Les bureaux d'Omaha, Nebraska, et Rapid City, Dakota du Sud, ont également cessé de lancer des ballons météorologiques le 20 mars en raison de pénuries de personnel. Le 31 mars, le NWS a donné une liste complète des bureaux du pays affectés par la suppression ou la réduction des lancements de ballons météorologiques. Ces coupures ont forcé une réaction de politiciens Républicains locaux.
Le laboratoire de recherche environnementale des Grands Lacs de la NOAA (GLERL), une branche du Bureau de recherche océanique et atmosphérique, a annoncé que ces licenciements ont entraîné une pénurie de personnel et que ses services de communication prendrait une « pause indéfinie,, ». Nicole Rice, une employée du GLERL qui a été licenciée, a indiqué que 20 % du personnel du bureau du GLERL était touché.
Axios a rapporté que l'une des « coupes budgétaires les plus importantes de la NOAA concernait l'Office of Space Commerce » (OSC). Des chercheurs, y compris des chercheurs travaillant conjointement à l'Université de l'Oklahoma (OU) et au National Weather Center, situés sur le campus de l'OU, ont été licenciés, y compris des étudiants de l'École de météorologie de l'OU. Dix employés ont été licenciés du laboratoire de dynamique des fluides géophysiques, situé à l'Université de Princeton.
Le 4 mars, le bureau du National Weather Service de Paducah, dans le Kentucky, a annulé son programme de stages pour les étudiants et a « suspendu les nouvelles dispositions permettant aux futurs étudiants en météorologie d'interagir avec notre bureau » en raison des licenciements. Le bureau du National Weather Service de Boston, dans le Massachusetts, a vu plus de 36 % de son personnel licencié, ne laissant que sept météorologues, soit quatre de moins que le personnel minimal requis pour faire fonctionner le bureau 24 heures sur 24, 7 jours sur 7. On s'attend à ce que les licenciements entraînent une perte de capacité à prédire des événements, tels que les blizzards et les tornades, affectant les États-Unis et mettent en danger la collaboration avec le service météorologique du Canada voisin ainsi qu'avec les services de contrôle des crues des provinces canadiennes.
La réduction de personnel au bureau du service météorologique national de Louisville, dans le Kentucky a retardé l'enquête sur les dégâts causés par une éruption de tornades en avril au début de la semaine suivante, une perte précieuse de temps tant pour la science que pour l'industrie de l'assurance,,. Le 2 mai, CNN a signalé que 30 bureaux du National Weather Service (NWS) étaient privés de météorologues. Il a également été signalé que le bureau du NWS de Goodland (Kansas) était le premier à ne plus assurer de service 24h/24 et 7j/7 et qu'une douzaine d'autres bureaux du NWS devraient également suivre ce modèle plus tard. CNN a également signalé qu'il y avait plus de 90 postes vacants pour les postes de techniciens et de réparateurs radars du réseau NEXRAD.

### Fermetures de bases de données
Le 8 mai, l'administration Trump a annoncé la coupe d'alimentation de la base de données de référence recensant les catastrophes climatiques dans son effort de réductions de financement de la NOAA. Cette base de données du National Centers for Environmental Information (NCEI) collige depuis 1980 les évènements comme des feux de forêt, des tornades ou des ouragans qui causent plus d'un milliard de dollars de dégâts. Les données, jusqu'à celles de 2024, resteront cependant archivées et montrent un accroissement des pertes du nombre de catastrophes ces dernières années. Il sera donc impossible à partir de 2025 de voir la tendance et d'établir un rapport avec le réchauffement climatique.
Ceci faisait suite à une annonce du 2 avril du NCEI à propos de l'accessibilité à d'autres bases de données accessibles jusqu'au début mars sur son site internet, soit la page Ressources du littoral, le Guide des températures des eaux côtières, la Liste des sources chaudes thermales des États-Unis. Le NCEI a également annoncé que la base de données sur l'intensité des tremblements de terre aux États-Unis et ses sous-bases de données seraient également mises hors-circuit ainsi que la base de données sur l'histoire géologique de la croûte océanique mondiale. Le contenu de ces banques sera seulement disponible par demande spéciale au NCEI. Également en avril 2025, le NCEI a annoncé que les six sites Web des centres climatiques régionaux seraient hors ligne le 17 juin 2025 ou plus tôt,.

### Contrats de la NOAA
Le 17 février 2025, DOGE a publié la liste de 1 127 contrats fédéraux couvrant 39 ministères et agences fédéraux, y compris la NOAA, qu'il avait résilié. Une analyse du Wall Street Journal portant sur plus de 1 000 de ces contrats a révélé des inexactitudes à propos des économies déclarées par DOGE, notamment en comptant plusieurs fois les contrats, en énumérant les contrats qui ont déjà été payés comme des économies et en dénaturant les économies potentielles en se basant sur les limites des contrats plutôt que sur les dépenses réelles.
Le 24 février 2025, DOGE a publié davantage de documents, portant le total à près de 2 300 contrats publiés. L'Associated Press a constaté que « près de 40 % » des contrats résiliés ne permettraient pas au gouvernement d'économiser de l'argent.
Au 2 mars 2025, DOGE a publié 29 contrats spécifiques à la NOAA qu'elle affirme avoir résilié, partiellement résilié ou avec lesquels elle a interagi,. Au 24 mars, DOGE a rehaussé le nombre à 31.
Le 4 avril, Bloomberg et Axios ont rapporté que le site web du National Severe Storms Laboratory ainsi que divers autres sites web et systèmes utilisés pour la diffusion des alertes météorologiques, devaient être fermés à minuit le 5 avril en raison de la résiliation de contrats à la NOAA et d'une directive à la NOAA de réduire toutes les dépenses liées aux technologies de l'information de 50 %. Cette date a ensuite été repoussée au 31 juillet, suite au renouvellement d'un contrat avec Amazon Web Services.

### Résiliations de bail
Le 3 mars 2025, The Verge et Axios ont rapporté des informations divulguées par DOGE selon lesquelles la NOAA prévoyait de résilier les baux des bâtiments du National Centers for Environmental Prediction à College Park, dans le Maryland, qui abrite également le Environmental Modeling Center et le Weather Prediction Center, ainsi que le bâtiment du Radar Operations Center sur le campus de l'Université d'Oklahoma à Norman, dans l'Oklahoma,.
Le 5 mars 2025, DOGE a annoncé la résiliation de 19 baux de bâtiments de la NOAA,. Le 19 mars, DOGE a supprimé deux des résiliations de baux, ne laissant que 17 baux de bâtiments de la NOAA à résilier.

## Autres effets

### Éliminations ou modifications de documents
À la suite du décret 14172, signé par le président Donald Trump le 20 janvier 2025, le National Weather Service a modifié toutes les cartes et tous les produits pour désigner le golfe du Mexique sous le nom de « golfe d'Amérique »,.
En mars 2025, dans le cadre des suppressions de ressources en ligne du gouvernement américain de 2025, un décret exécutif inconnu signé par le président Trump a entraîné la suppression du document « NOAA Radar Next Program Overview » (Programme de renouvellement des radars météo aux États-Unis) des serveurs de la NOAA.
La NOAA tient une liste des ressources et des produits qu'elle retire. Le 31 mai, toute l'équipe de climate.gov est licenciée, ce qui en entraîne probablement la fermeture du site. Les rapports de l'évaluation nationale du climat (en), mandatée par le Congrès en vertu de la loi de 1990 sur la recherche en matière de changement climatique (en), ont été mis hors ligne et les 400 scientifiques travaillant sur l'évaluation de 2027 ont été licenciés.

### Rupture des relations inter-agences internationales
Les scientifiques de la NOAA ont reçu l’ordre en février 2025 d’interrompre leurs échanges et de ne plus participer ou organiser de réunion avec leurs confrères internationaux. Cela fait poser question, en mars 2025, sur la pérennité de programmes internationaux comme Argo.